# Вал Оффы

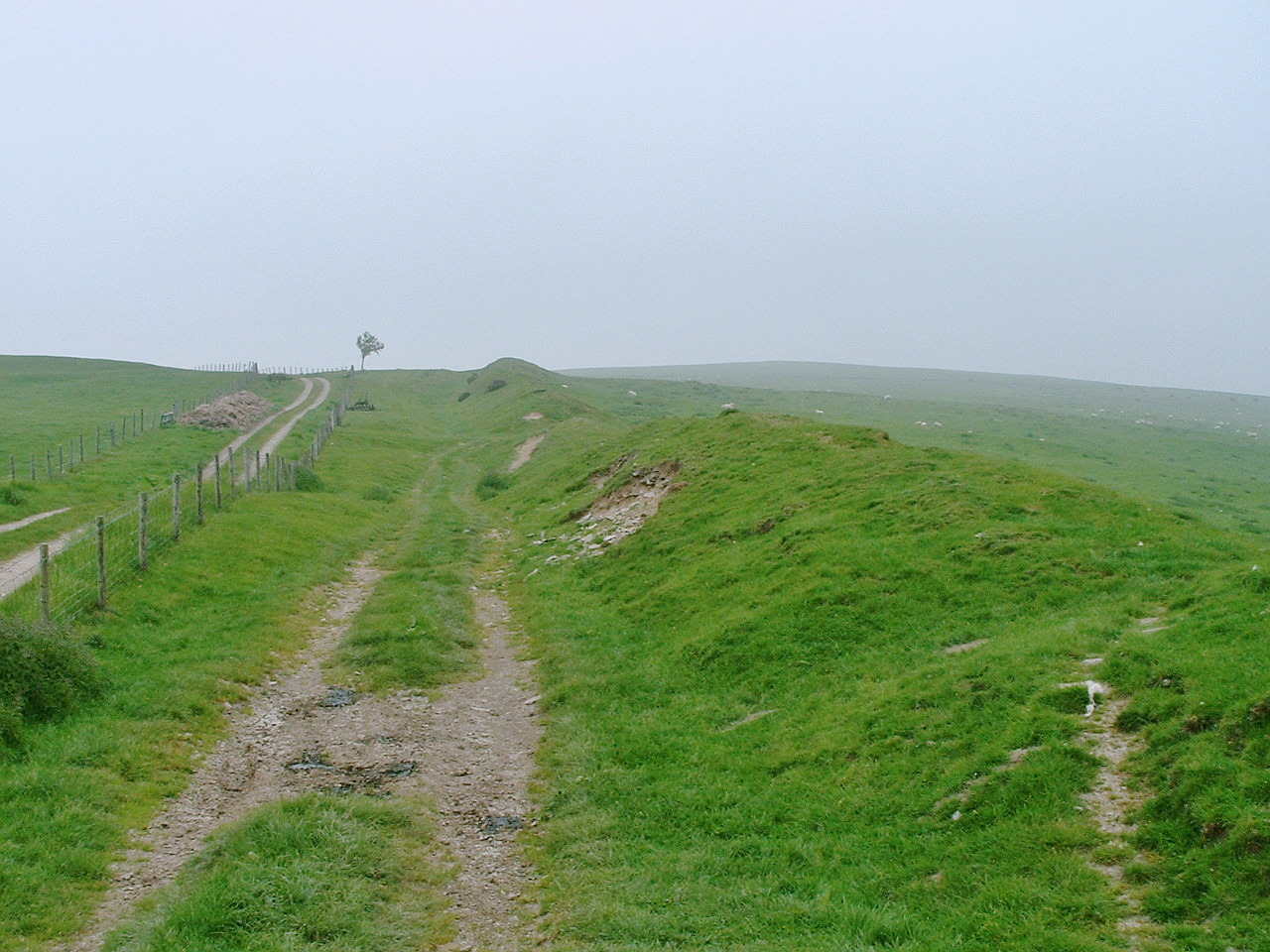
Часть вала Оффы

Вал Оффы (валл. Clawdd Offa; англ. Offa's Dyke) — земляное укрепление протяжённостью 240 км, сооружённое в VIII веке и совпадающее местами с современными границами Англии и Уэльса. Ранее служило пограничным валом, разделяющим королевства Мерсию и Поуис. Высота насыпи — 2,5 м, ширина достигает 20 м (включая прилегающие рвы).

## Описание

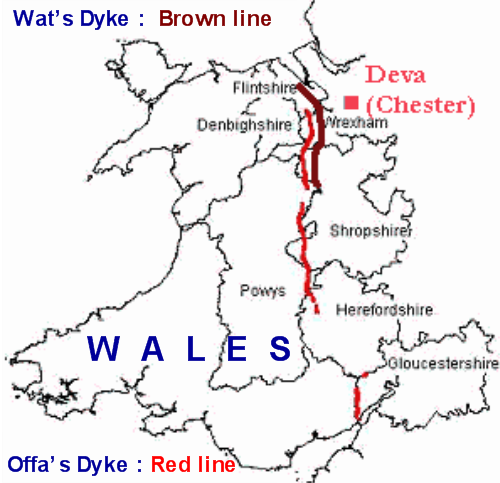
Вал Оффы на карте (выделен красным).

Традиционно считается, что большая часть вала была насыпана во времена и по приказу Оффы, короля Мерсии (757—796). Впервые вал упоминается в сочинении монаха Ассера, написанном в 893 году и посвящённом англосаксонскому королю Альфреду Великому.
В Мерсии, в недавние времена, был один доблестный король, которого боялись все короли и соседние государства вокруг. Его звали Оффа, и это он возвёл огромный вал от моря до моря между Британией и Мерсией.
Первое полномасштабное изучение вала Оффы провёл английский археолог Сирил Фокс (англ. Cyril Fox), опубликовавший результаты своих исследований в 1955 году. Фокс согласился с описанием Ассера, что вал Оффы вытянулся «от моря до моря» — от эстуария реки Ди на севере и до реки Уай на юге — на 240 км. В то же время вал не представлял собой непрерывной линии укреплений, а был насыпан только в тех местах, где отсутствовали естественные природные преграды.